# Федерална скупштина Руске Федерације
Федерална скупштина Руске Федерације (рус. Федеральное Собрание Российской Федерации) је представнички и законодавни орган Руске Федерације.
Статус Федералне скупштине је одређен у Поглављу 5 Устава Русије. Функције и овлашћења Федералне скупштине распоређене су између два дома Државне думе (нижа палата Федералне скупштине Руске Федерације) и Савета Федерације (врхња палата Федералне скупштине Руске Федерације). Савезна скупштина је стално оперативно тело. Палате се састају одвојено, али се могу окупљати заједно како би се саслушале поруке председника Руске Федерације.

## Структура
Федерална скупштина се састоји од два дома: Државне думе и Савета Федерације.
Састав палата, као и принципи њиховог комплетирања, је различит. Државна дума се састоји од 450 посланика који се бирају на директним изборима по мешаном изборном систему. У Савет Федерације улазе по два представника из сваког субјекта Русије: по један из Представничког и извршног органа државне власти. У Руској Федерацији има 89 субјеката (укључујући 6 нових ДНР, ЛНР, Република Крим, град Севастопољ, Херсонска и Запорошка област), 178 чланова Савета Федерације. Такође, у Савет Федерације спадају представници Руске Федерације, које именује председник, чији број није више од 30 људи, од којих не више од седам може бити именовано доживотно. Такође, право на доживотно место у Савету Федерације добијају бивши председници Русије.
Државна дума се бира на конституционално одређени рок пет година, а Савет Федерације нема одређени рок своје легислатуре, али при томе чланови Савета Федерације представници субјеката Руске Федерације имају овлашћења на мандат одговарајућег органа државне власти субјекта Руске Федерације. И ред формирања Савета Федерације и ред избора депутата Државне думе утврђују се федералним законима. Иста особа не може истовремено бити члан Савета Федерације и депутат Државне думе.
Савезна скупштина је јединствени парламентарни организам, али то не значи да њени домови делују у свим случајевима заједно. Напротив, Устав Руске Федерације утврђује да Савет Федерације и Државна дума седе одвојено. Палате се могу окупљати заједно само у једном случају утврђеном Уставом Руске Федерације за слушање порука председника Руске Федерације. Такође, Устав предвиђа заједничку скупштину сенатора и депутата Државне думе за приведење на заклетву председника РФ.

### Аппарат Федералне скупштине
Аппарат Федералне скупштине (1993-1994) привремени радни орган који је обезбеђивао рад Федералне скупштине, који је припремао пројекте докумената за обезбеђивање рада Савета Федерације и Државне думе Федералне скупштине, који је обезбеђивао инвентаризацију и систематизацију раније прихваћених правних акта, закона и других докумената.

#### Шеф аппарати Федералне скупштине
- Подопригора Владимир Николајевич

## Монетарни садржај парламентараца
У Закону о статусу депутата Државне думе и чланова Савета Федерације наводи се да је новчано одржавање депутата и сенатора једнако новчаном садржају министара, и према подацима РБК-а за 2018. годину, депутат је у просеку добијао 338,5 хиљада рубаља месечно.

## Парламентарни центар
Од средине 2000-их година у Русији се расправља о идеји да се у једној згради парламентарног центра уједине Државна дума и Савет Федерације. 2012.године идеју је подржао председник Дмитриј Медведев. Разлози за изградњу нове зграде били су теснота радничких кабинета парламентараца, удаљена локација услуга неопходних за њихов рад на десет адреса у Москви и жеља руководства земље да пренесе органе власти из центра града како би се смањила загушења путева.
За смештање су разматрани различити региони Москве: Кутузовски проспект, Фрунзенска набережна, Москва-Сити, Тушински аеродром, Красна Пресна (на месту стадиона), Москворецка набережна (на месту Војне академије ракетних војска или хотела Росија), плоштад код поселка Коммунарка, Парк Музеон и Софијска набережна. У септембру 2014.године изабрана је територија у Мневниковској пойми, коју су протестовали еколози.
Избор пројекта будуће зграде је понуђен члановима оба дома парламента, Федералној служби за заштиту, управљању пословима председника Русије на основу архитектонског конкурса. Али поднесени радови изазвали су естетске разлике у парламентарцима, које није помогао ни поновљени конкурс.
Сложеност је изазвала и питање финансирања. Првобитно је требало да се изгради парламентарни центар на средства приватног инвеститора, који ће затим добити у власништво зграде државне Думе и Савета Федерације са могућношћу изградње хотела или других објеката на њиховом месту. Међутим, по примедби архитектонског критичара Григорија Ревзина, Државна дума се налази у згради савета рада и одбране из 1935.године, аутора Аркадија Лангмана, споменика архитектуре који је заштићен од стране државе и не може бити срушен.
Парламентарни центар је планиран да почне са радом 2020.године. Према другим подацима, изградња је одложена на неопредељен рок због сложене економске ситуације у земљи.

## Издања Федералне скупштине
Федерална скупштина издаје:
- Парламентарне новине (рус. Парламентская газета)[22]
- Руска Федерација данас (рус. Российская Федерация сегодня)[23]